# مارك كانون
مارك كانون (بالإنجليزية: Mark Cannon)‏ هو لاعب كرة قدم أمريكية أمريكي، ولد في 14 يونيو 1962 في ويتير في الولايات المتحدة.